# Felipe Cunha e Silva
Felipe Cunha e Silva (* 31. März 1997 in Cascais) ist ein portugiesischer Tennisspieler. Er ist der Sohn des ehemaligen portugiesischen Tennisspielers João Cunha e Silva, der auch als sein Trainer fungiert.

## Karriere
Cunha e Silva spielt hauptsächlich auf der Future Tour, wo er bislang einen Titel im Doppel gewinnen konnte.
2016 kam er in Estoril bei den Millennium Estoril Open durch eine Wildcard im Doppel zu seinem Debüt auf der ATP World Tour. Mit Frederico Gil als Partner verlor er in der ersten Runde gegen Eric Butorac und Scott Lipsky im Match-Tie-Break.